# Сеченка (приток Нерской)
Сеченка — река в Московской области России, правый приток Нерской.
Протекает в южном направлении по территории городского округа Павловский Посад, Раменского городского округа, городского округа Воскресенск и Орехово-Зуевского городского округа. Исток расположен у деревни Мещеры Раменского района. Впадает в Нерскую в 26 км от её устья, у посёлка имени Цюрупы. Длина реки составляет 16 км, площадь водосборного бассейна — 113 км².
По данным Государственного водного реестра России, относится к Окскому бассейновому округу. Речной бассейн — Ока, речной подбассейн — бассейны притоков Оки до впадения Мокши, водохозяйственный участок — Москва от водомерного поста в деревне Заозерье до города Коломны.